# Mallarajapatna, Arkalgud
Mallarajapatna là một làng thuộc tehsil Arkalgud, huyện Hassan, bang Karnataka, Ấn Độ.